# Oxidercia laloides
Oxidercia laloides là một loài bướm đêm trong họ Noctuidae.